# Elżbieta Kierzek
Elżbieta Beata Kierzek – polska chemik i biolog, profesor nauk biologicznych, pracownik naukowy Instytutu Chemii Bioorganicznej PAN, gdzie kieruje Zakładem Genomiki Strukturalnej RNA.

## Życiorys
W 2003 r. obroniła rozprawę doktorską pt. Chemiczna synteza i właściwości termodynamiczne dupleksów oraz struktur spinkowych RNA zawierających pochodne adenozyny, wykonaną pod kierunkiem prof. Ryszarda Adamiaka. Stopień doktora habilitowanego nauk chemicznych uzyskała w 2010 r., a w 2018 r. nadano jej tytuł profesora nauk biologicznych. Do 2019 r. wypromowała 5 doktorów.

## Projekty badawcze
Kierowane projekty badacze finansowane przez Narodowe Centrum Nauki:
- Konserwatywne motywy strukturalne RNA wirusa grypy: klucz do zrozumienia funkcji wirusowych RNA (HARMONIA 4, 2013–2017)
- Struktura RNA wirusa grypy w warunkach in vivo i in vitro. Uwarunkowania strukturalne inhibicji namnażania wirusa za pomocą modyfikowanych antysensowych oligonukleotydów, siRNA oraz niskocząsteczkowych ligandów (OPUS 10, 2016–2020)
- Inhibicja replikacji SARS-CoV-2 nacelowana na wirusowe RNA (Szybka ścieżka COVID-19; 2020-2021)
- Udział struktury RNA wirusa grypy typu A w regulację jego replikacji. Wysokoprzepustowa analiza ligandów niskocząsteczkowych nakierowana na inhibicje replikacji wirusa grypy (OPUS 20, od 2021)
- Antywirusowe strategie nakierowane na RNA: Peptydowe kwasy nukleinowe (PNA) tworzące trypleksy oraz ich koniugaty z niskocząsteczkowymi ligandami specyficzne do konserwatywnych motywów strukturalnych RNA wirusa grypy typu A oraz SARS-CoV-2 (OPUS 21, od 2022)